# Siphona antennata
Siphona antennata är en tvåvingeart som beskrevs av O'hara 1984. Siphona antennata ingår i släktet Siphona och familjen parasitflugor.
Artens utbredningsområde är Arizona. Inga underarter finns listade i Catalogue of Life.